# Áreas protegidas de Estonia

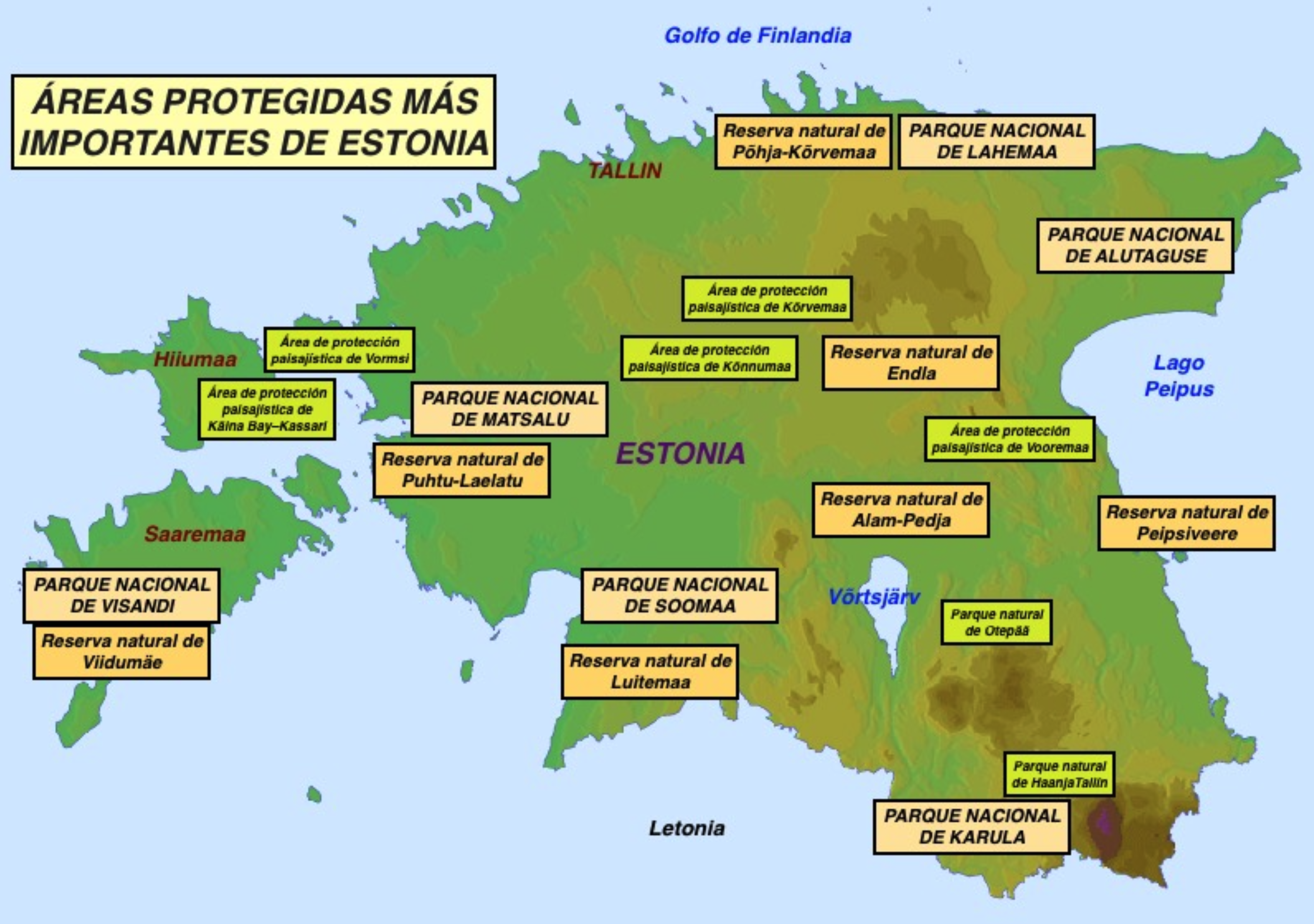
Áreas protegidas más importantes de Estonia

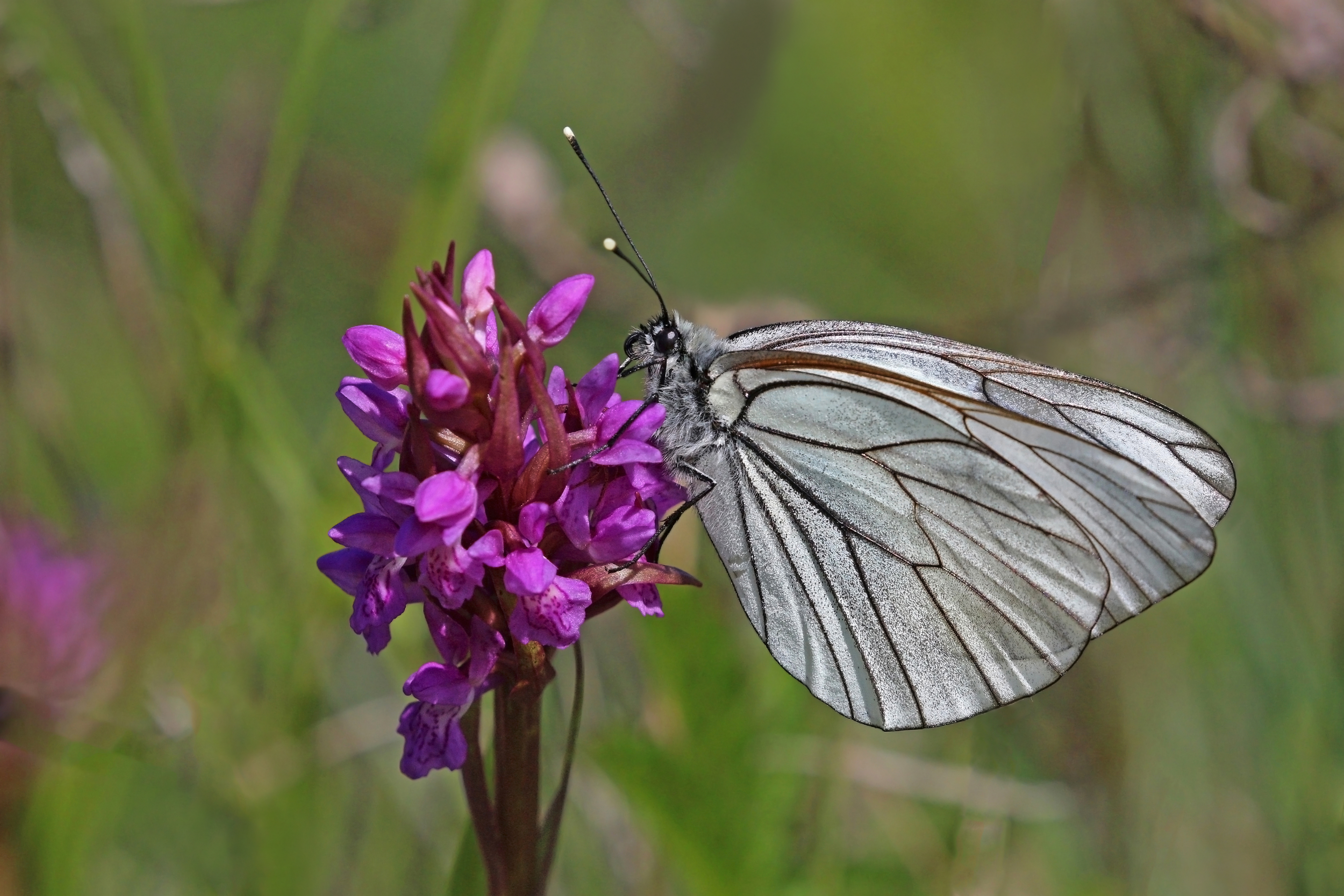
Mariposa blanca del majuelo (Aporia crataegi) posada en una orquídea de pantano (Dactylorhiza incarnata) en el Área de Conservación de Tagamõisa, Saaremaa, Estonia.

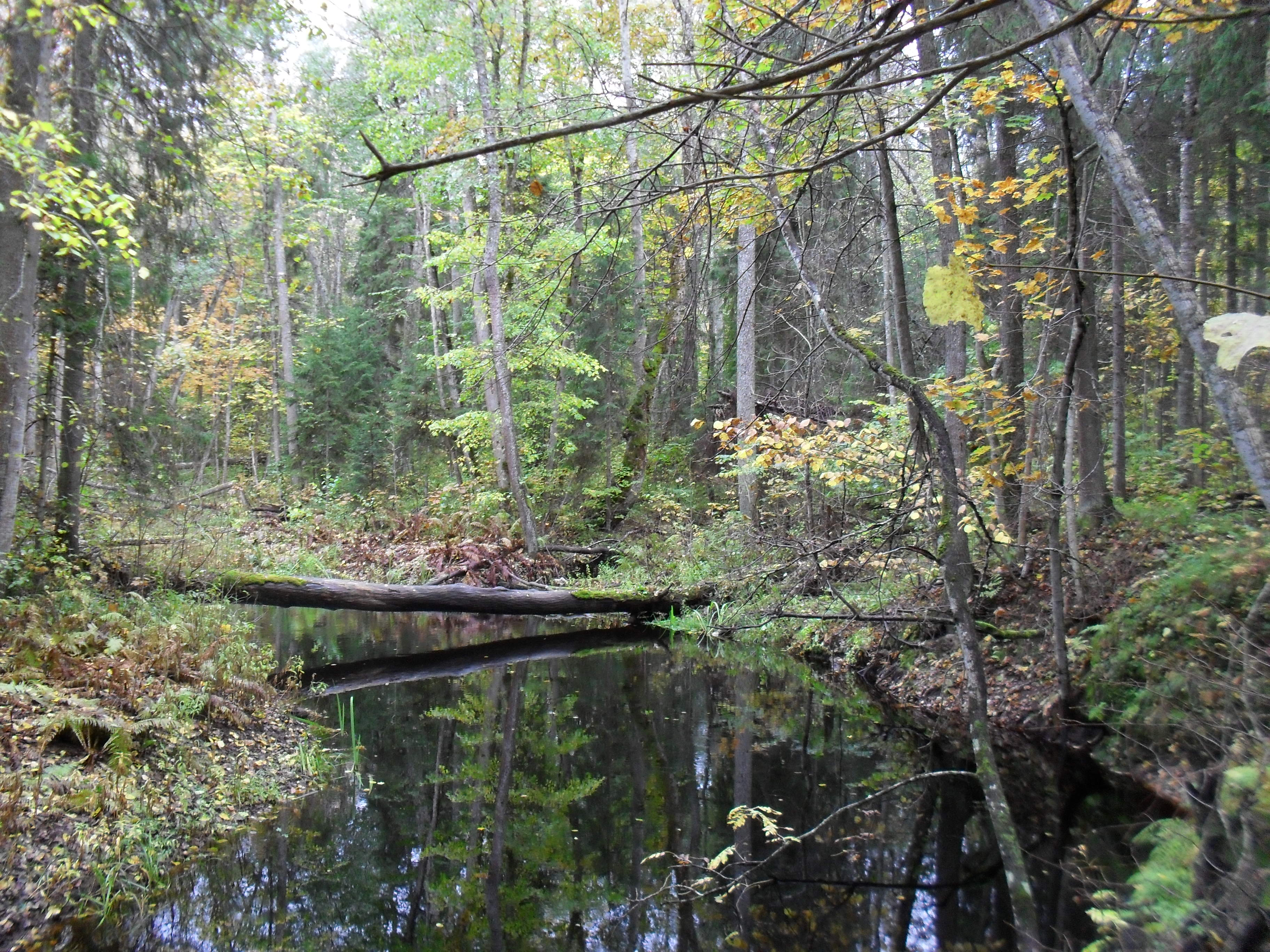
Parque nacional de Alutaguse

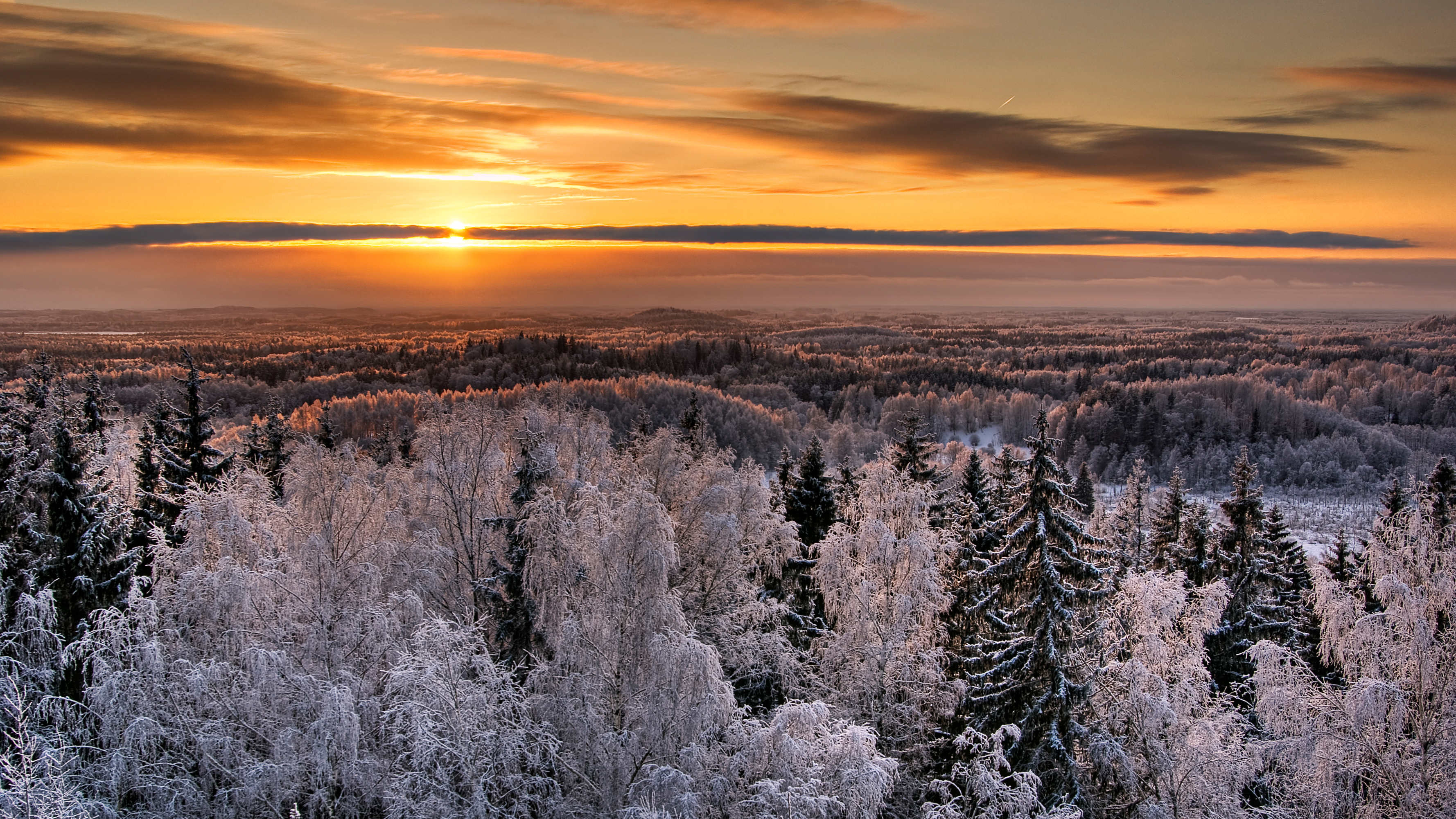
Parque nacional de Karula

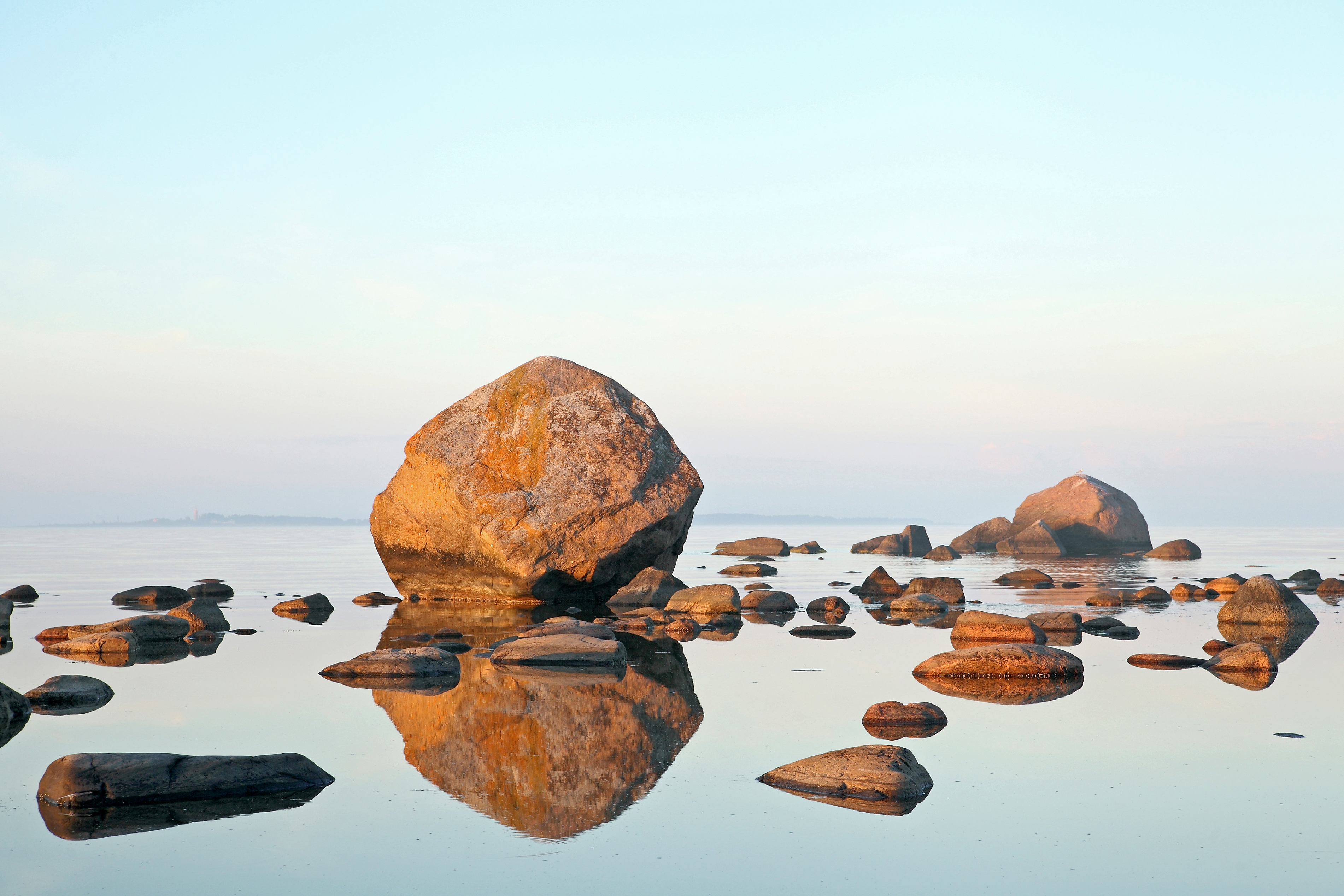
Parque nacional de Lahemaa

Según la IUCN, en Estonia había, en 2021, 15 403 áreas protegidas, con una extensión de 9633 km², el 21,21 % del territorio, y 6825 km² de áreas marinas, el 18,78 % de la superficie marina que corresponde al país, unos 36 345 km².

## Clasificación según la IUCN
- 6 parques nacionales
- 231 reservas naturales
- 154 paisajes protegidos o parques naturales
- 172 áreas protegidas no restringidas
- 1052 monumentos naturales protegidos
- 605 zonas gestionadas limitadas de paisajes protegidos
- 12 reservas naturales estrictas de reservas naturales
- 17 reservas naturales estrictas de parques nacionales
- 193 zonas de conservación de la naturaleza de reservas naturales
- 442 zonas de conservación gestionadas
- 61 zonas de conservación de la naturaleza de parques nacionales
- 91 zonas de conservación gestionadas de parques nacionales
- 195 zonas de gestión limitada de reservas naturales
- 29 zonas de gestión limitada de parques nacionales
- 235 zonas de gestión limitada de paisajes protegidos
- 80 zonas de conservación de la naturaleza de paisajes protegidos
- 319 áreas de conservación limitada
- 23 áreas naturales protegidas de nivel municipal
- 25 zonas de gestión limitada de objetos naturales de nivel municipal
- 10.829 hábitats clave de los bosques.
- 17 sitios Ramsar
- 1 reserva de la biosfera de la Unesco
- 614 áreas protegidas de designación regional, de las que 66 son áreas de protección especial para las aves, 7 son áreas protegidas en el mar Báltico y 541 son sitios de importancia comunitaria.

## Hábitats clave de los bosques
Los hábitats clave de los bosques (Woodland Key Habitat, WKH, en inglés) son un concepto que se aplica en el norte de Europa en la gestión de los bosques para conservar la biodiversidad. Literalmente es un área donde habitan especies que no pueden sobrevivir en un bosque gestionado para la producción de madera.

## Áreas protegidas según otras clasificaciones
En páginas oficiales del gobierno estonio se clasifican 3923 áreas protegidas, divididas en
- 6 parques nacionales
- 231 reservas naturales
- 154 paisajes protegidos
- 512 parques
- 319 áreas de conservación limitadas
- 1563 sitios de protección de especies
- 1066 áreas naturales de protección individual
- 23 áreas protegidas a nivel de gobiernos locales
- 59 áreas protegidas con regulación antigua.[3]

Extrayendo las áreas locales quedan 962 áreas naturales protegidas que cubren 7895 km².

## Diversidad
En Estonia hay más de 28.000 especies, de las que 1523 pertenece a la Lista Roja de la UICN europea. La mayor parte del país está formado por lechos de roca caliza, turberas y bosques. En torno a un 49 % de país está cubierto de bosques, el 7,6 % son turberas y el 3 % son prados o pastos. Están protegidos en torno al 18 % de los bosques, el 65 % de los prados y el 69 % de las turberas.

## Parques nacionales
- Parque nacional de Karula
- Parque nacional de Lahemaa
- Parque nacional de Matsalu
- Parque nacional de Soomaa
- Parque nacional de Vilsandi

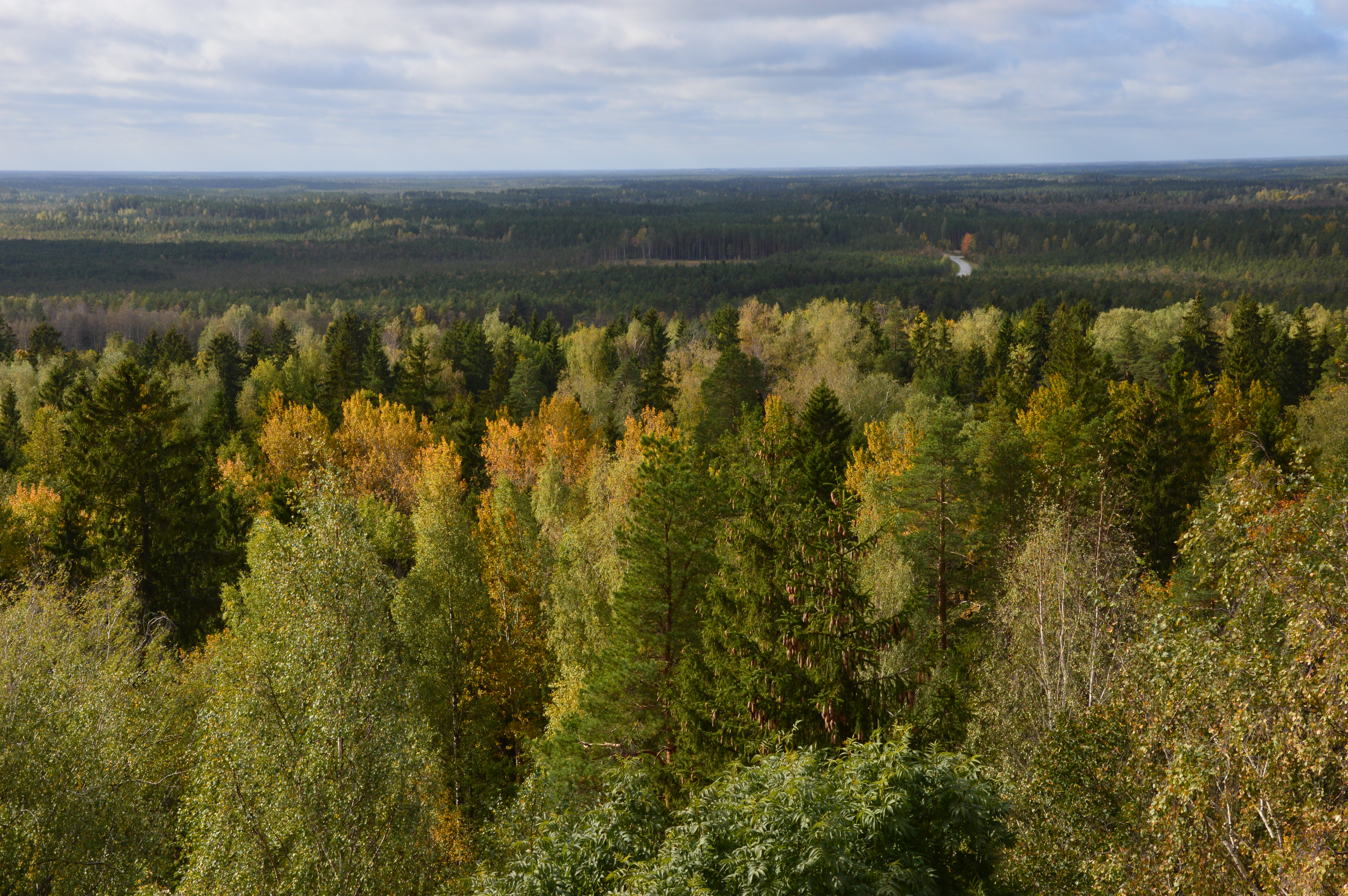
Bosques en el Parque nacional de Alutaguse

- Parque nacional de Alutaguse, 430 km².[6] Creado en 2018, cubre la mayor parte de las tierras bajas de Alutaguse, una municipalidad rural o parroquia en el nordeste de Estonia que comprende 73 pequeñas poblaciones, en el condado de Ida-Viru. La mayor parte del territorio está despoblado, formado en un 54 % por áreas pantanosas y un 42 % de bosques. Las únicas elevaciones están formadas por crestas glaciares sinuosas conocidas como esker y montículos de arena y grava procedentes de la retirada de los glaciares conocidos como kames. En estos paisajes se encuentran especies que son raras en Estonia, como ardillas voladoras, el ave galliforme lagópodo común, propio de los bosques de abedules y tundra, y la cigüeña negra. Hay cinco especies de águila, el cárabo lapón y el halcón peregrino. Entre los mamíferos, el lobo, el oso pardo y el lince europeo, que se desplazan entre Estonia y Rusia.[7]

## Reserva de la biosfera de la Unesco
- Archipiélago de Estonia Occidental, 360 km² de área central, 4619 km² de zona colchón y 10.205 km² de área de transición. Al este del mar Báltico, comprende las islas de Saaremaa, Hiiumaa, Vormsi y Muhu, así como numerosos islotes y zonas marinas. En la zona de transición entre los bosques de hoja acicular y hoja ancha, está formado por bosques mixtos de picea, pino y abedul en llanuras calcáreas. Pertenece a la región eurosiberiana del reino holártico.[8]

## Otras áreas protegidas importantes

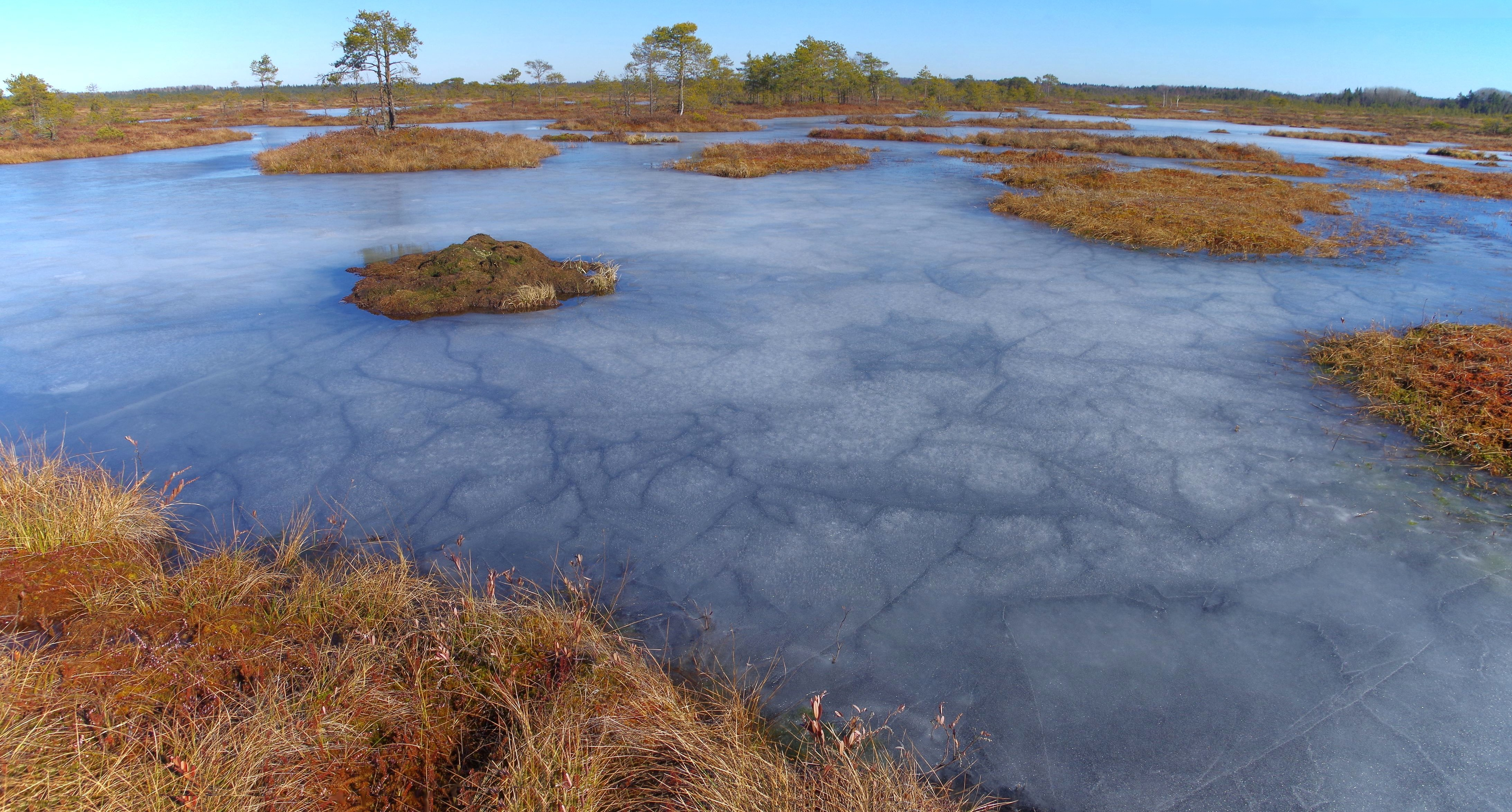
Kõnnumaa

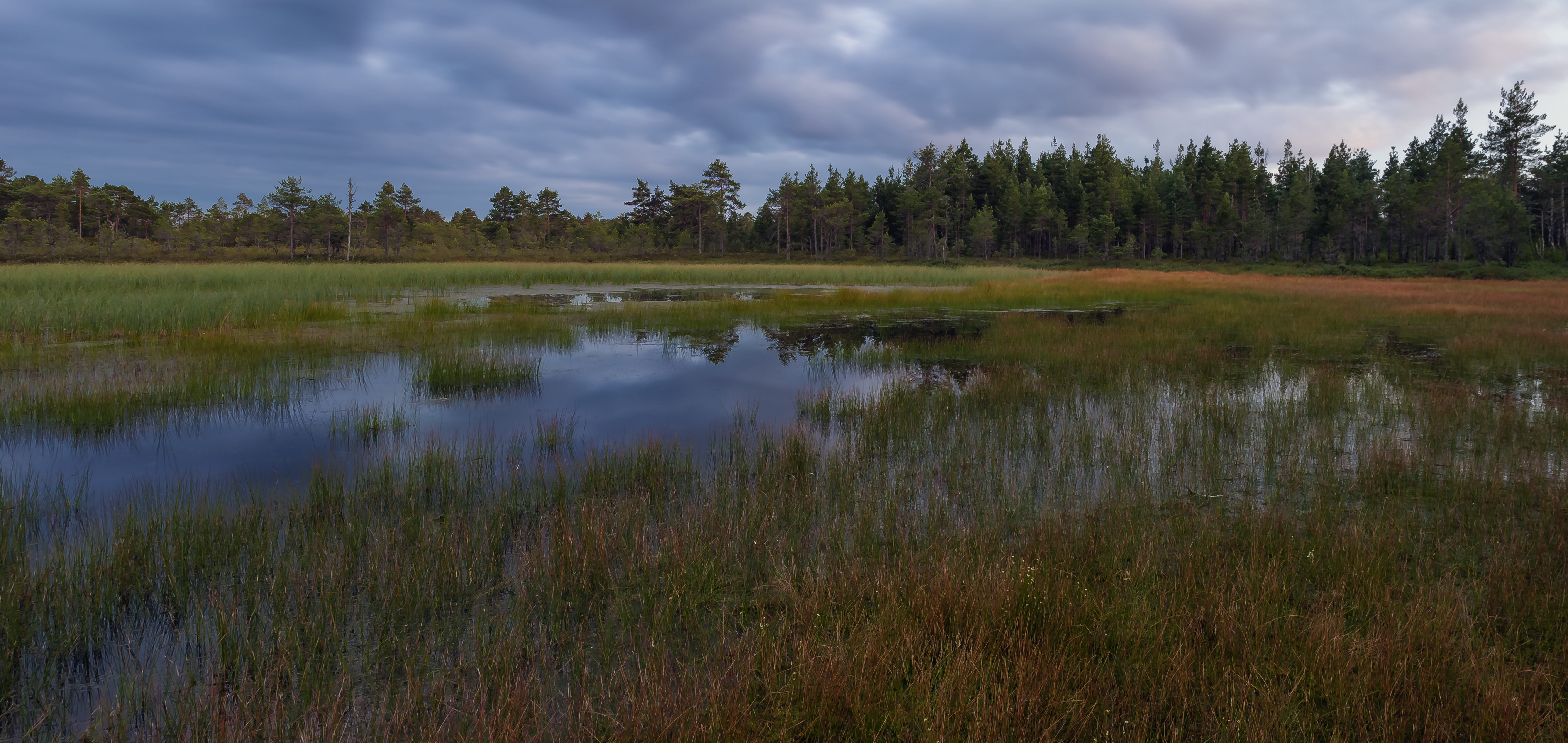
Kõrvemaa

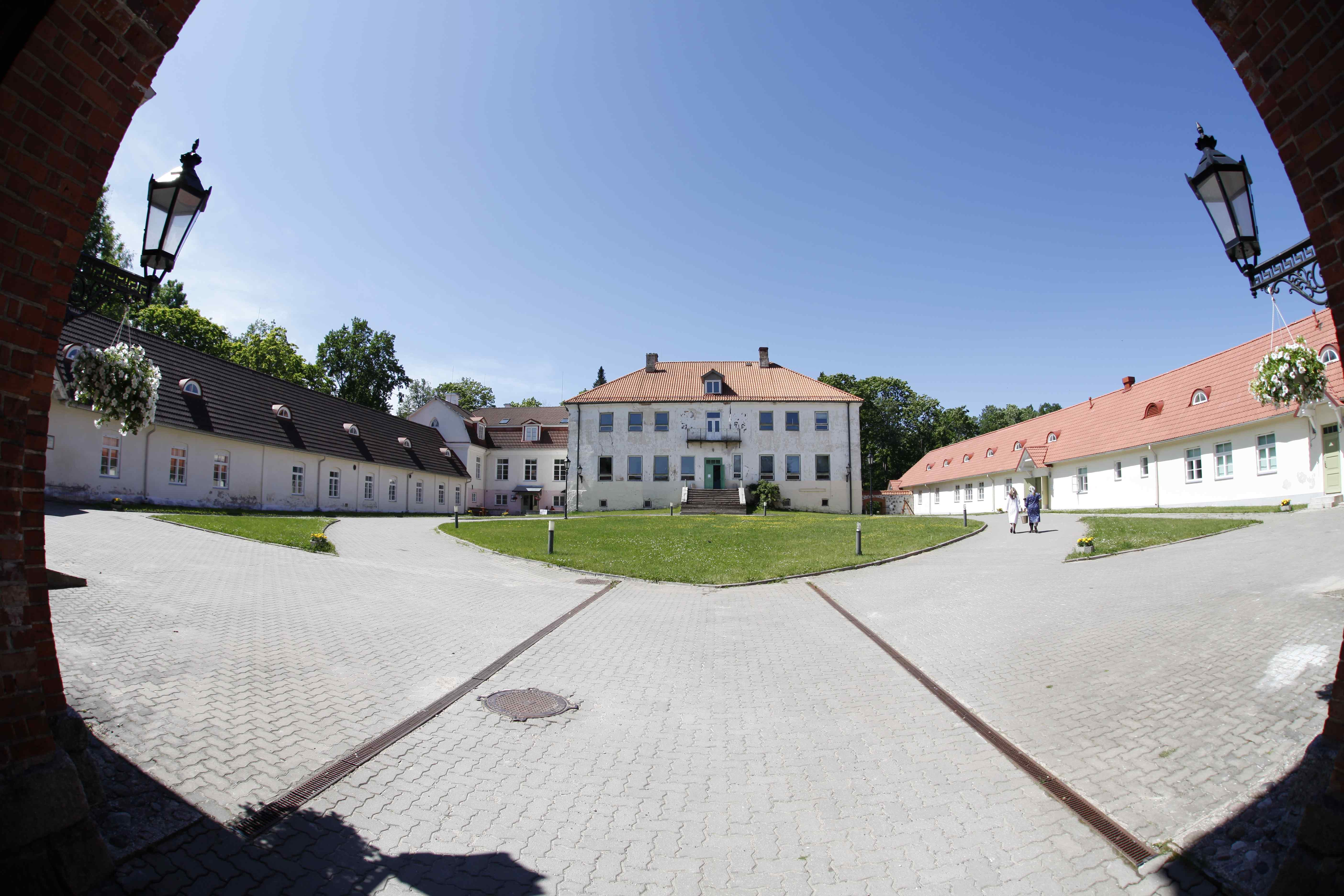
La aldea con mansión de Ruusmäe en el Parque natural de Haanja.

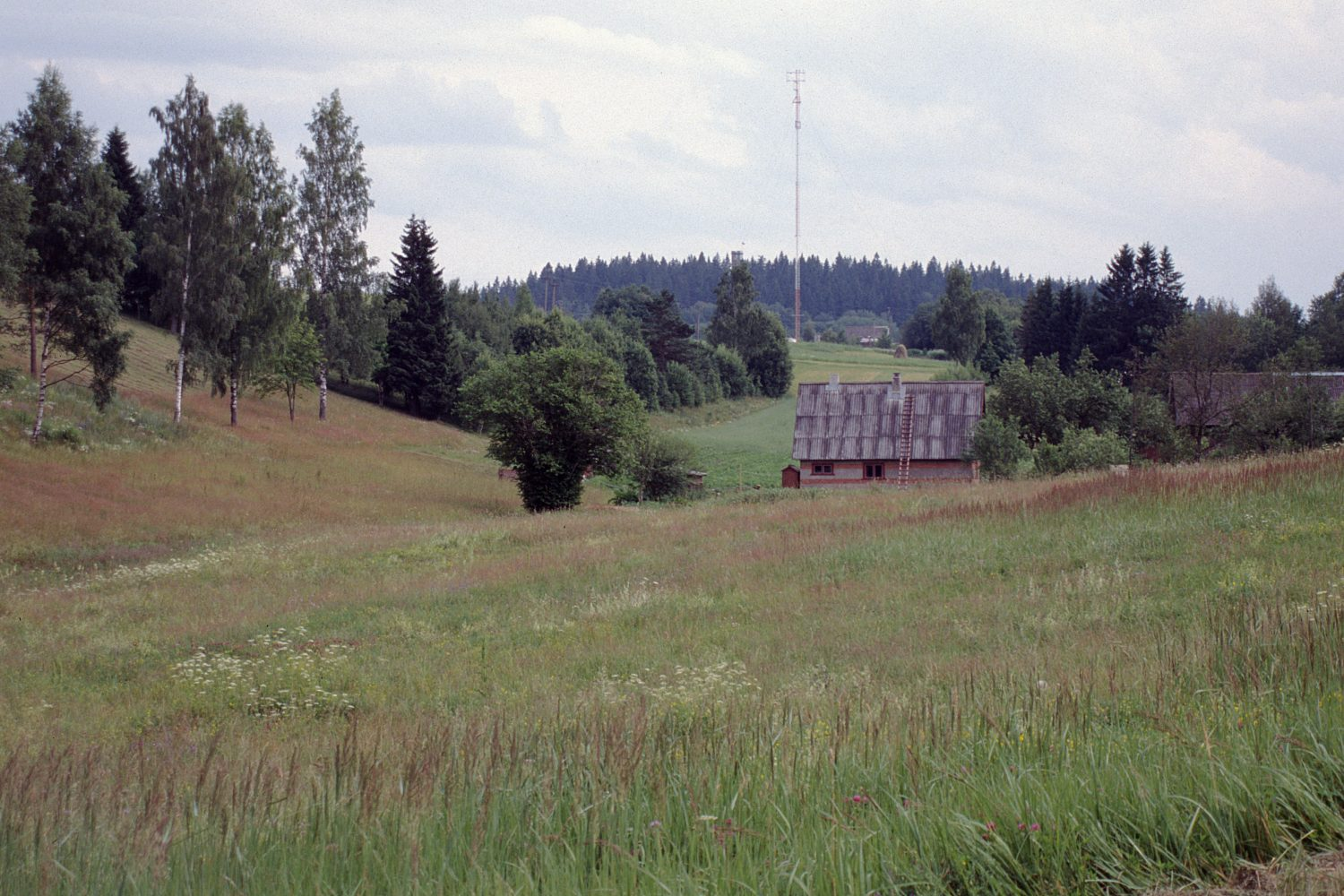
En torno a Suur Munamägi, en la Reserva natural de Haanja

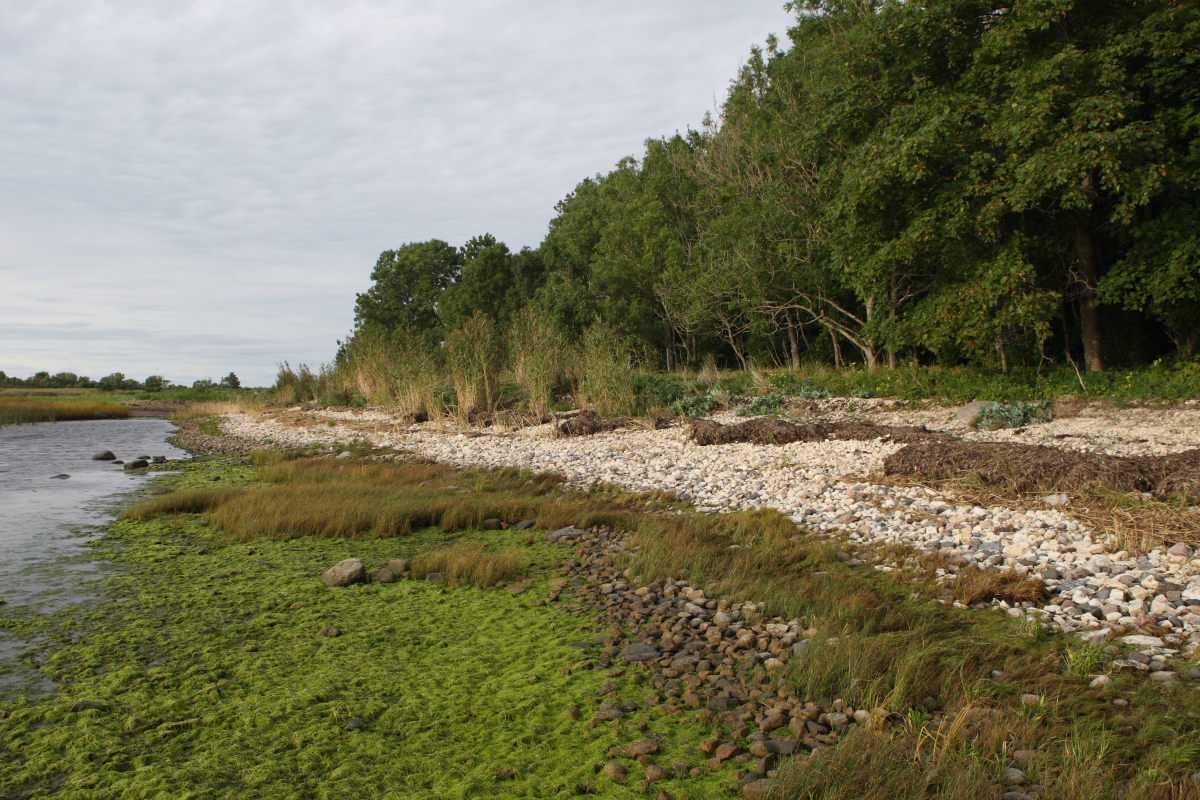
Costa de Puhtu, en la Reserva natural de Puhtu-Laelatu.

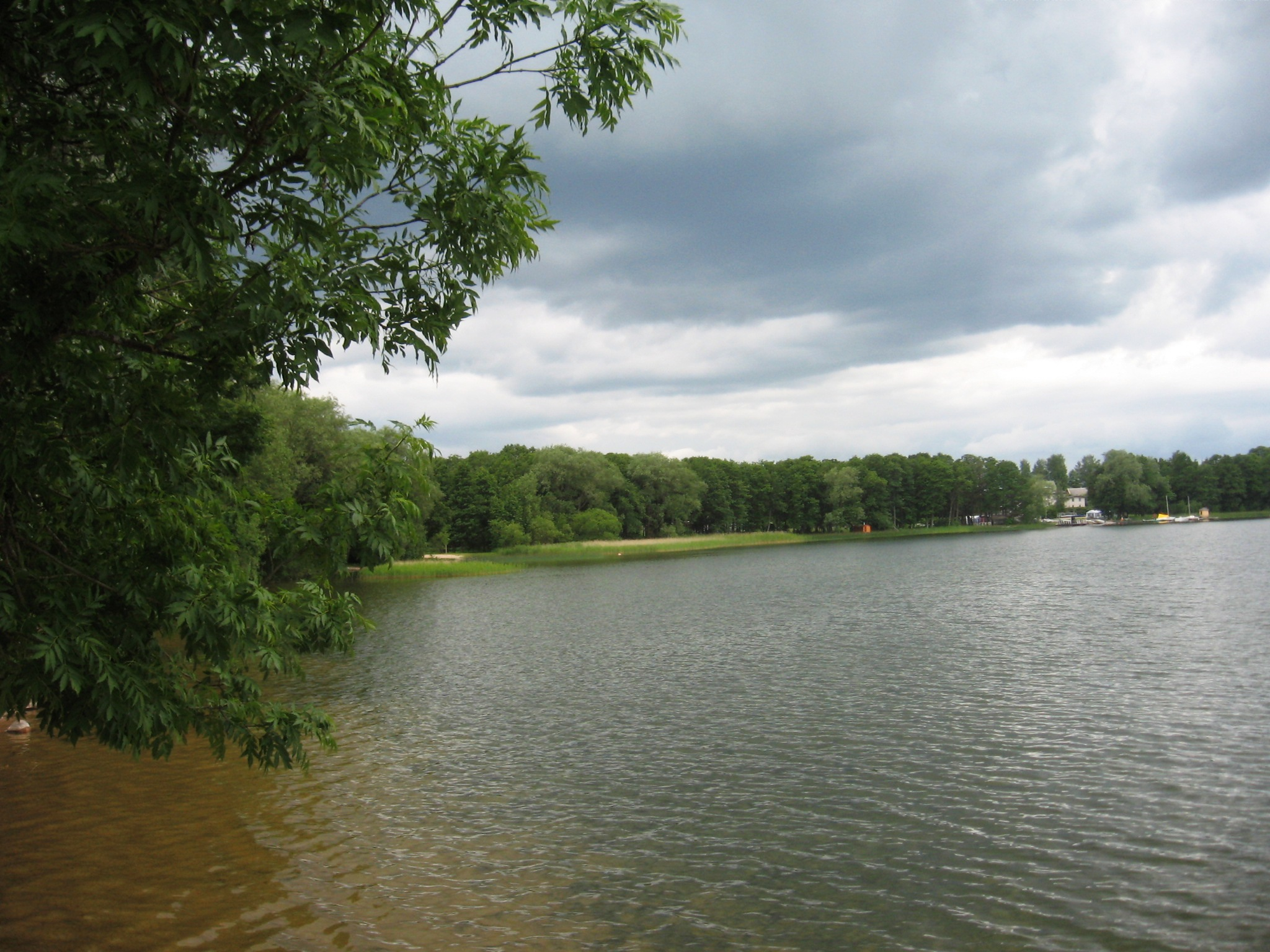
Lago Saadjarv, en el área de protección paisajística de Voremaa.

- Reserva natural Alam-Pedja, 344 km². Extenso complejo con amplios pantanos, bosque primario, ríos sinuosos, prados inundados y poca población, al norte del lago Võrtsjärv. Esta rodeada por los ríos Pedja, Umbusi y Pikknurme, al norte, Laeva al este, el borde sur de los prados inundados del río Emajõgi y el pantano Sangla al sur, y los ríos Pede y Põltsamaa al oeste.

- Reserva natural de Endla, 102 km². En el centro-norte de Estonia, en las laderas de las tierras altas de Pandivere, donde hay un complejo de turberas y pantanos alimentados por los manantiales que surgen del sur kárstico de Pandivere. Es humedal importante y sito Ramsar. Tiene 13 km de norte a sur y 16 km de este a oeste, en la periferia de los condados de Järva, Jõgeva y Lääne-Viru, donde la población es muy dispersa. Hay 8 pantanos con 35 islas, más de 2000 pozas, 6 lagos, 5 ríos y 30 manantiales. El 53 % está cubierto de bosque y el 38 % son pantanos.[9]

- Parque natural de Haanja, 170 km². En el sudeste del país, la zona más elevada de Estonia. Las tierras altas o colinas de Haanja alcanzan los 318 m en Suur Munamägi. La reserva está en la vertientes septentrional, incluye campos, pueblos, bosques y pantanos en un paisaje mosaico humanizado. Destacan, además de las cimas, el valle de Kütiorg, el cañón de Hinni y el bosque primario de Rõuge. Hay más de 60 lagos alrededor de la Gran colina del Huevo (Suur Munamägi), debido a que la roca inferior es impermeable. <es también fuente de río, como el río Piusa, que nace en el lago Külajärv. Hay numerosas aldeas centradas en torno a mansiones como Rõuge, Haanja, Ruusmäe y Viitina.[10]

- Área de protección paisajística de Käina Bay–Kassari, 57 km², de los que 24,7 son zona marina en el mar de Väinameri o mar de los Estrechos. Se encuentra al sudeste de la isla de Hiiumaa. Destaca por las aves, ya que está en una ruta de migración, las comunidades seminaturales, la bahía de Käina (5 km²) y el lodo medicinal. Los pocos habitantes viven en las zonas más altas. No obstante, hacen uso de todas las tierras de la zona protegida.[11]

- Área de protección paisajística de Kõnnumaa, 57,4 km². En el centro-noroeste, en una zona poco poblada. Está formada por bosques en estado virgen, pantanos que tienen miles de años y el lago de pantano más grande de Estonia, el lago Loosalu, en el pantano del mismo nombre. El único relieve son los eskeres de la era glaciar, aunque toda la zona se encuentra a 70-80 m de altitud, con cima en la colina de Hiiemägi, de 106,7 m, santuario histórico natural.[12]

- Área de protección paisajística de Kõrvemaa. En el centro del país, una zona de extensos pantanos y bosque. El nombre korb denomina en una amplia zona boscosa despoblada, un humedal y un bosque de abetos sombrío. Hay numerosos pantanos lagunares en la región. El más grande, Kakerdaja, forma parte del complejo de pantanos de Epu-Kakerdi, que ocupa 400 km² y posee unos 50 pantanos con cientos de islas rocosas. Con todo, es el tercero en tamaño de Estonia. El relieve es muy variado, con estrechos eskeres de origen glaciar separando ríos y lagunas, y diversos kames, de los que el más alto es el de Mägede, en el que sobresale la colina de Valgehobusemägi, con una altura de 106,2 m. Destaca del bosque de ribera del río Jänijõgi, con abetos, olmos, alisos y arces en un suelo rico en humus. También hay tilos, cerezos y lúpulo que trepa entre los árboles. Se pueden ver águila real, águila moteada, esmerejón y cigüeña negra, así como un símbolo de Estonia, el urogallo. Entre los mamíferos, el oso pardo, el lobo gris y el lince europeo.[13]

- Reserva natural de Luitemaa. En el sudoeste del país, en la costa, en el condado de Pärnu. Paisaje muy variado, con una un mar con una costa variada, una cresta de playa del período del mar de Littorina que se remonta a 5.000 años, las dunas más altas de Estonia, extensos prados y pantanos costeros, y diferentes tipos de bosques. Hay más de 500 especies de plantas en la reserva y es uno de los mayores hábitats de Europa del Gladiolus imbricatus. Hay unas 275 especies de aves, de las que 185 nidifican. Durante el periodo migratorio llegan a contarse 20.000 ejemplares. Es sitio Ramsar.[14]

- Parque natural de Otepää, 222 km². Una de las mayores zonas protegidas de Estonia, en las tierras altas onduladas de Otepää, al sur de Estonia. Un paisaje muy humanizado entre 100 y 175 m de altitud con una cota máxima de 218 en la cima de Kuutsemägi. En el centro se encuentra el lago de Pühajärv, de 291 ha, uno de los más bellos del país. En el extremo sur se encuentra la torre de observación de Harimäe, desde donde se pueden ver las alturas de Karula.[15]

- Reserva natural de Peipsiveere, 346 km². La mayor reserva natural de Estonia, entre la zona oriental del condado de Tartu y la mayor isla del lago Peipus, la isla de Piirissaar, formando un amplio humedal. Protege la naturaleza, el ecosistema y los paisajes costeros del estuario del río Emajõgi, la playa del lago Peipus, el delta y los terrenos costeros de la isla Piirissaar.[16]

- Reserva natural de Puhtu-Laelatu, 30,6 km². En las tierras bajas del oeste de Estonia, es una combinación de línea costera, bahías poco profundas e islotes. Unos 20 km² están bajo el agua, 1,5 km² son lagunas costeras y 18,3 km² son áreas marinas. El objetivo es proteger las zonas de nidificación de aves marinas en los islotes. En la península de Puhtu, se ha adaptado un bosque caduco. En Laelatu hay prados y pastos de gran riqueza. Es sitio Ramsar e IBA de importancia para las aves. Hay una estación biológica que se fundó en 1953 en el islote de Puhtu.[17]

- Reserva natural de Põhja-Kõrvemaa, 1315 km². Una zona enorme al este de Tallin, en el norte de Estonia, despoblada, pues hasta 1991 fue zona de entrenamiento militar. El relive es muy diverso, hay eskeres y elevados kames, zonas arenosas y unos 30 lagos profundos. La mitad del territorio está formado por pantanos y bosques de ribera, el resto por bosques de coníferas.[18]

- Reserva natural de Viidumäe, 26 km². Al oeste de la isla de Saaremaa, cerca de la terraza costera del antiguo lago Antsülusjärv. Es la zona más antigua y elevada de la isla, con cima en la colina de Raunamägi, de 58,8 m. Las aguas han excavado el terreno a partir de una morrena glaciar. La terraza costera tiene unos 10 km de longitud con una altitud de 18 m. Las áreas más elevadas son diferentes a las más bajas, que gozan de numerosos manantiales, de ahí que el ecosistema sea diferente y propicie la biodiversidad. Forma parte de la Reserva de la biosfera de la Unesco del archipiélago occidental.[19]

- Área de protección paisajística de Vooremaa, 977 km². Se trata de un paisaje cultural, ya que en la tradición estonia, es el centro de las historia sobre el héroe Kalevipoeg, hijo de Kalev. Los drumlins, colinas redondeadas de laderas lisas y forma aerodinámica, formadas por la erosión glaciar, se comparan con los surcos el arado del gigante Kalevipoeg, poema épico del siglo XIX que forma parte de la mitología estonia. La reserva se crea para proteger los drumlins más representativos del lago Saadjärv (723,5 ha), con un área de 98,3 km². En las vertientes de los drumlins, con forma de hoja caduca convexa, hay cultivos, pastos y bosques, y en la zonas bajas, ríos, lagos y pantanos. Una representación de la fauna se encuentra en el parque de animales de Elistvere.[20]

- Área de protección paisajística de Vormsi, 24,2 km². En el archipiélago de Estonia Occidental, en la isla de Vormsi, nueve parcelas que forman parte de la herencia paisajística de la región, junto con el área de conservación limitada de Väinameri, a orillas de la isla, de importancia para las aves. Hay un cementerio con una de las colecciones de cruces solares más grande del mundo, unas 330, de las que las más viejas son del siglo XVII.[21]

## Áreas protegidas en el condado de Ira-Vidu

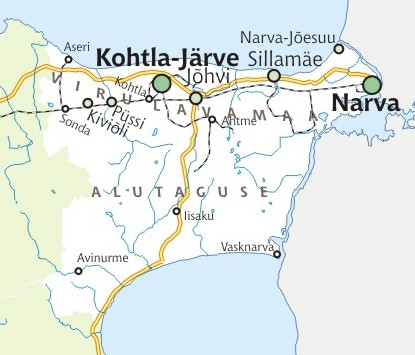
Mapa de Ira-Virumaa

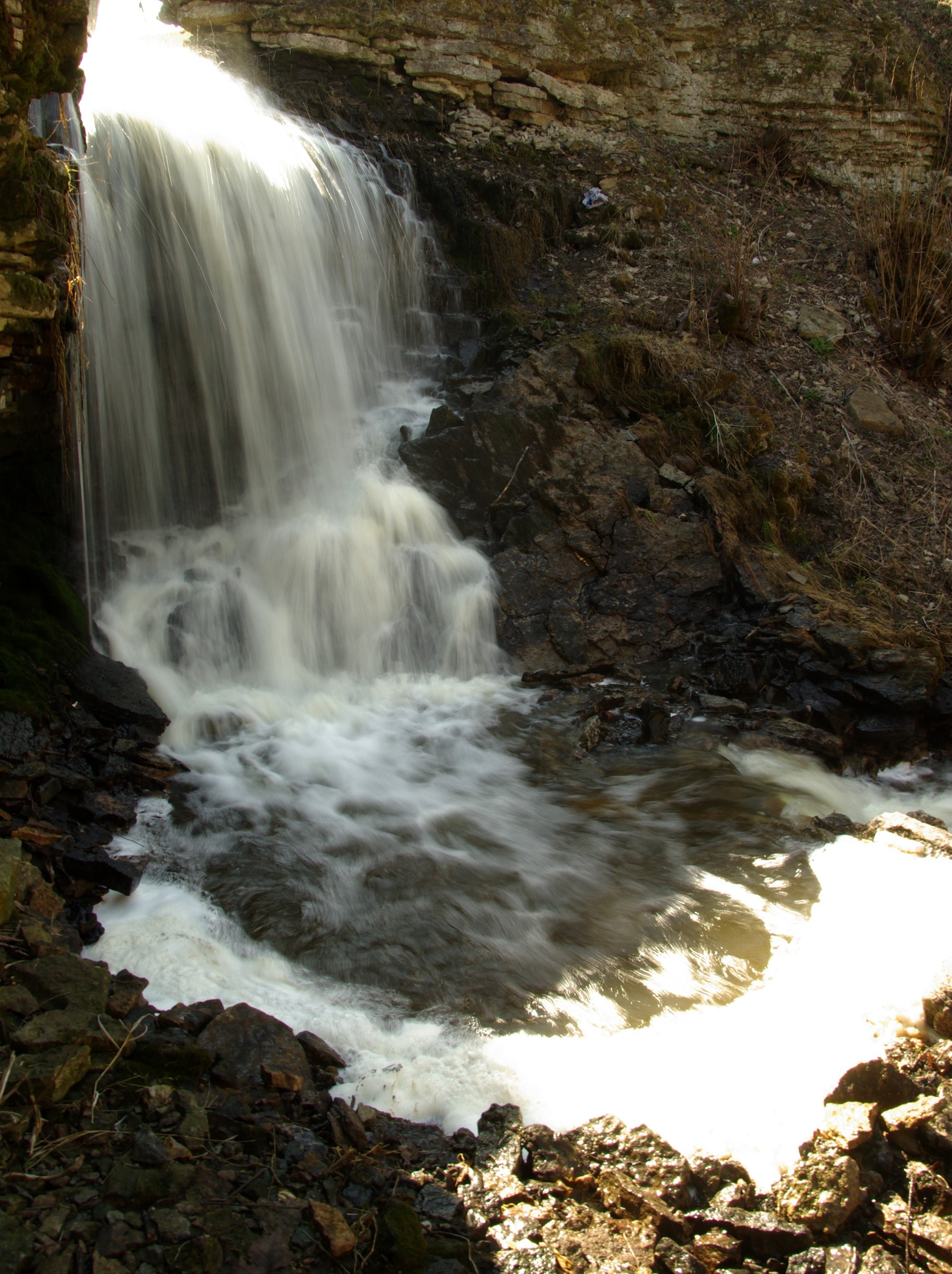
Cascada de Langejova

El paisaje del condado de Ida-Viru (Ida-Virumaa), en el nordeste de Estonia, es muy diverso. Su parte norte se encuentra en la meseta de Viru y en el klint (escarpe de caliza en el mar Báltico) que bordea el golfo de Finlandia. En el sur, sin embargo, se hallan las tierras bajas de Alutaguse Lowland y la costa de más de 50 kilómetros de largo del lago Peipus. La frontera oriental corre a lo largo del río Narva y el embalse de mismo nombre a lo largo de 77 kilómetros. En el suroeste y el oeste hay grandes áreas de bosques y humedales. El territorio del condado abarca muchos lagos, 70 de los cuales tienen más de una hectárea. Es también el condado más urbanizado de Estonia: el 88% de la población vive en un total de siete ciudades. 
En la zona hay 69 áreas protegidas, de las que 23 son reservas naturales y áreas paisajísticas, 16 son parques, 12 son áreas de conservación limitadas y el resto son objetos individuales, de los que 12 son rocas erráticas, 3 son áreas kársticas y cascadas y 24 son árboles y grupos de árboles (alisos, robles, pinos, enebros, abetos, olmos y tilos). Las más importantes son: 
- Área de protección paisajística de Aseri, 608 ha
- Área de protección paisajística de Ontika, 1212 ha
- Área de protección paisajística de Päite, 128,1 ha
- Área de protección paisajística de Udria, 374,6 ha
- Área de protección paisajística del cañón del río Narva, 14 ha
- Área protegida de Langejova, 2 ha, cañón y cascada en la meseta calcárea cerca del valle de Sõtke Klint.
- Área de protección paisajística de Struuga, 1.244,3 ha
- Área kárstica protegida de Uhaku, 33 ha
- Área de protección paisajística de Vaivara, 80,5 ha, con los acantilados de Põrguaugumägi, de más de 80 m de altura.
- Área protegida del parque forestal de Iisaku, 144 ha
- Área de protección paisajística de Kurtna, lacustre, 42 lagos en 30 km²
- Área de protección paisajística de Kivinõmme, 310 ha, cinco lagos rodeados de bosque.
- Esker de Uljaste y lago Uljaste, 254 ha
- Reserva natural de Agusalu, 110 km²
- Reserva natural de Puhatu, 123 km²
- Reserva natural de Sirtsi, 45,6 km²
- Área de conservación especial Natura 2000 de Selisoo, 20,5 km²
- Reserva natural de Muraka, 140 km²
- Área de protección paisajística de Mäetaguse, 53 ha, esker y bosque de robles de 150-300 años con líquenes, hongos, musgos.
- Reserva natural de Paadenurme, 344 ha, bosque
- Área de protección paisajística de Järvevälja, 581 ha, dunas
- Área de protección paisajística de Smolnitsa, 251 ha, dunas
- Área de protección paisajística del parque de Oru, 24, 7 ha
- Parque dendrológico de Kõnnu, 6 ha, con 300 especies de árboles.

## Sitios Ramsar

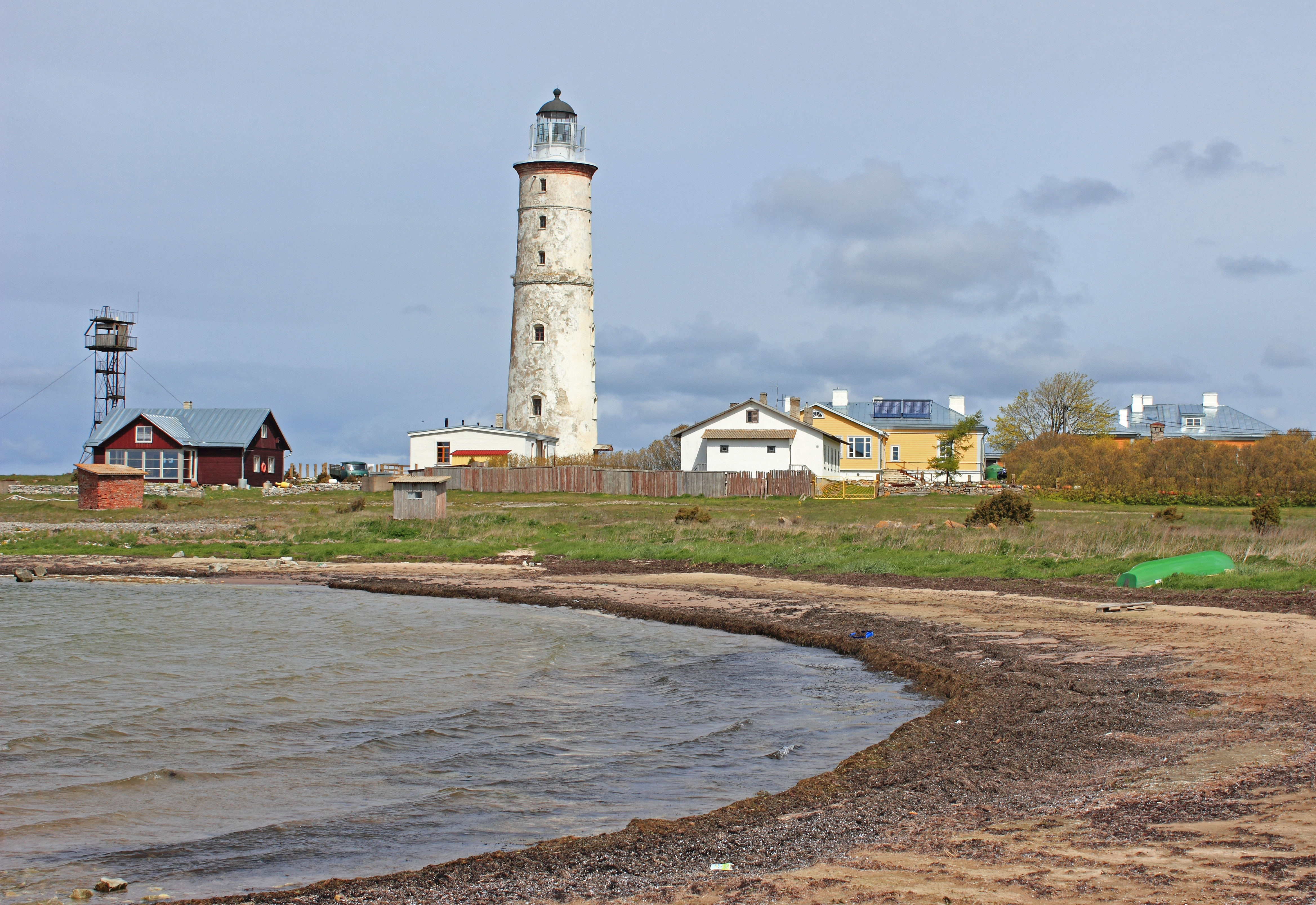
Faro de Vilsandi

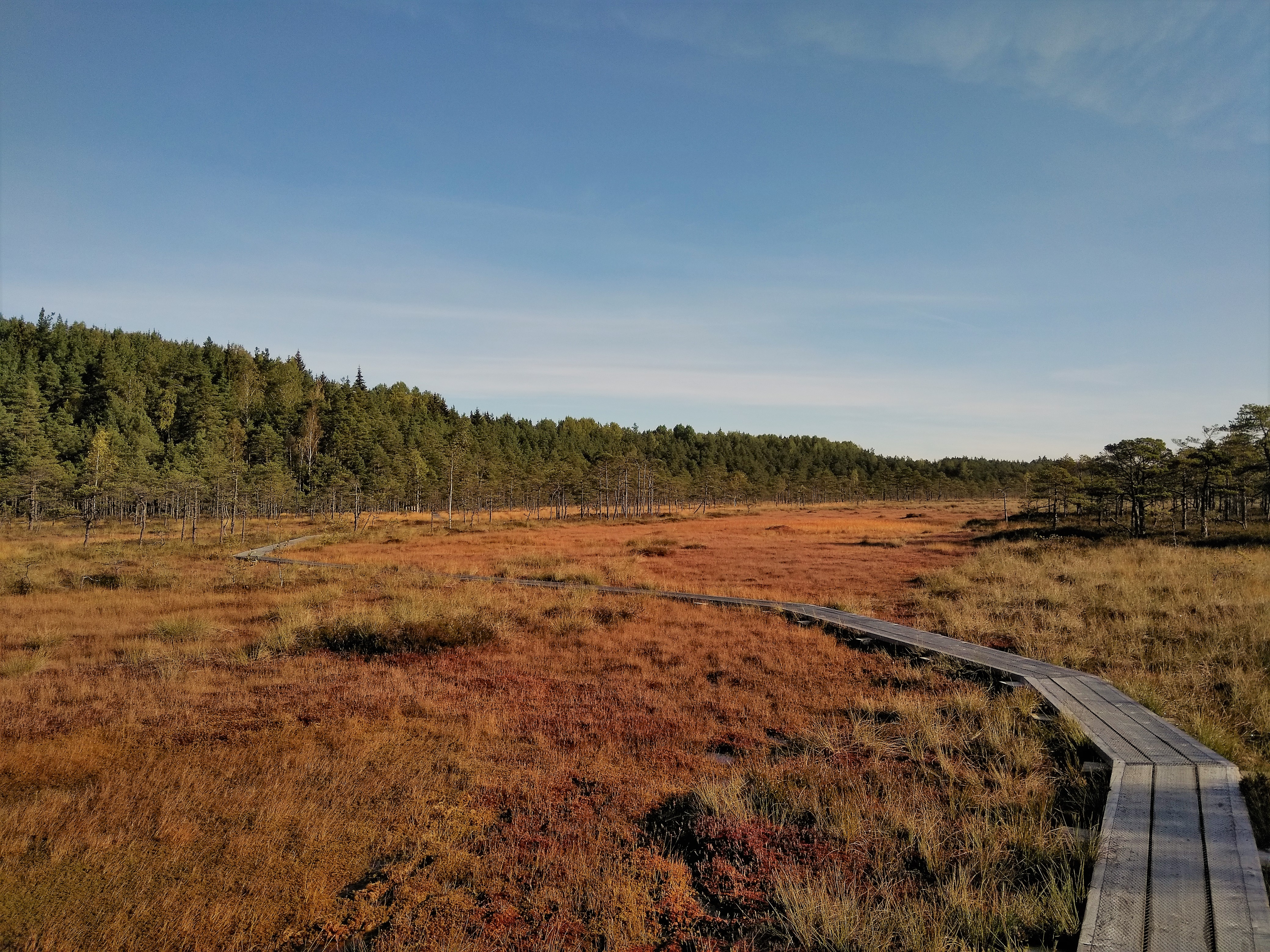
Soomaa

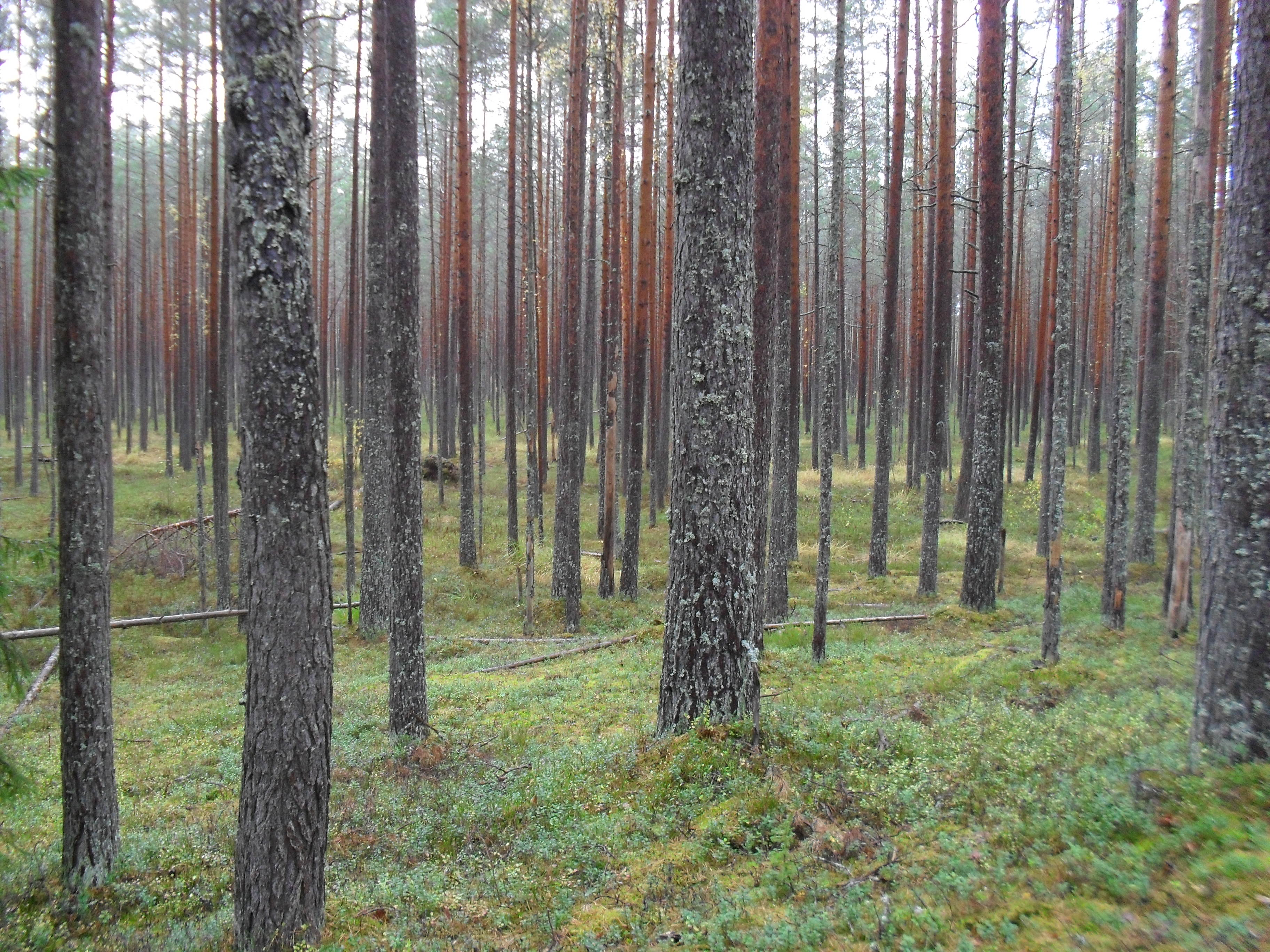
Agusalu

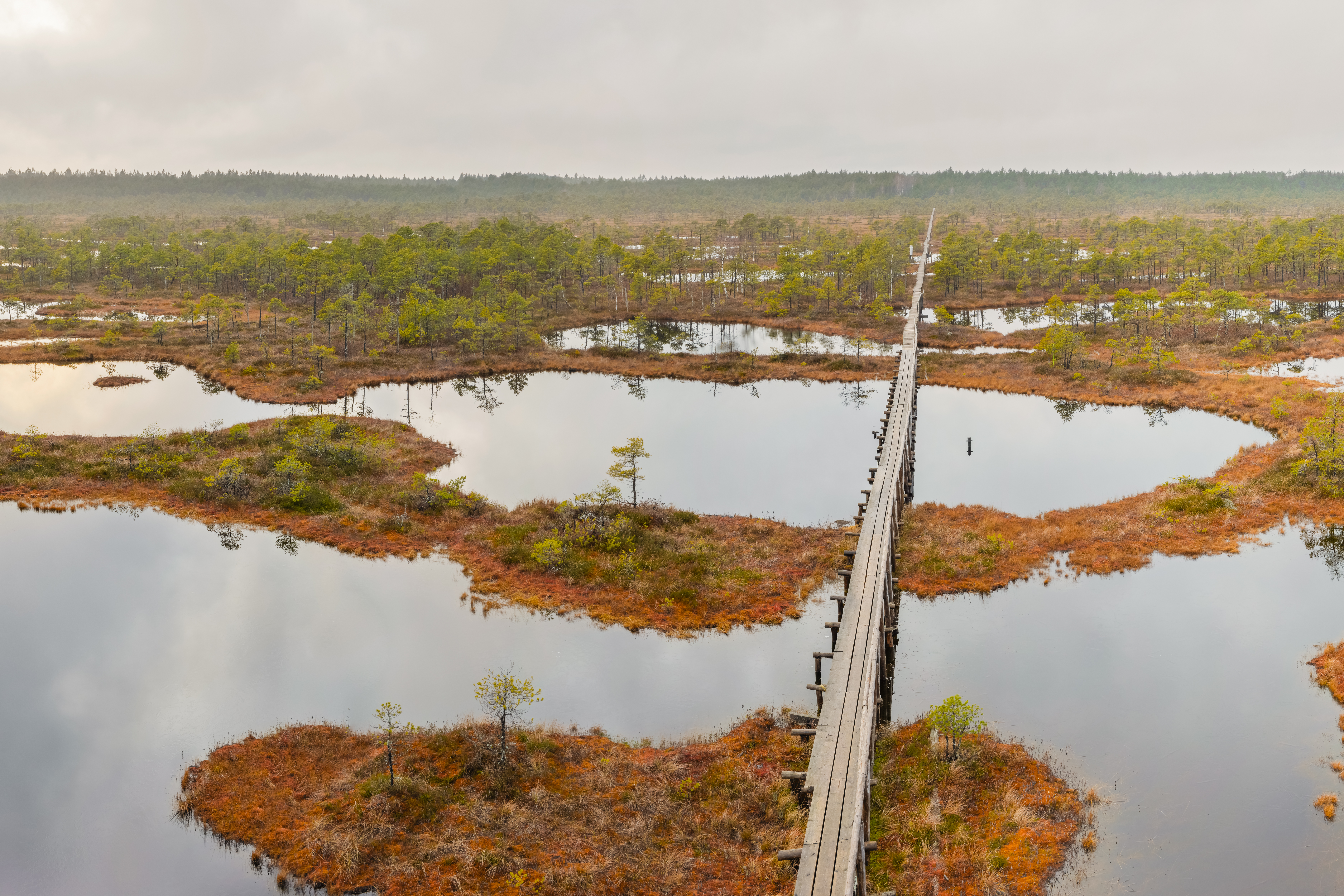
Reserva natural de Endla

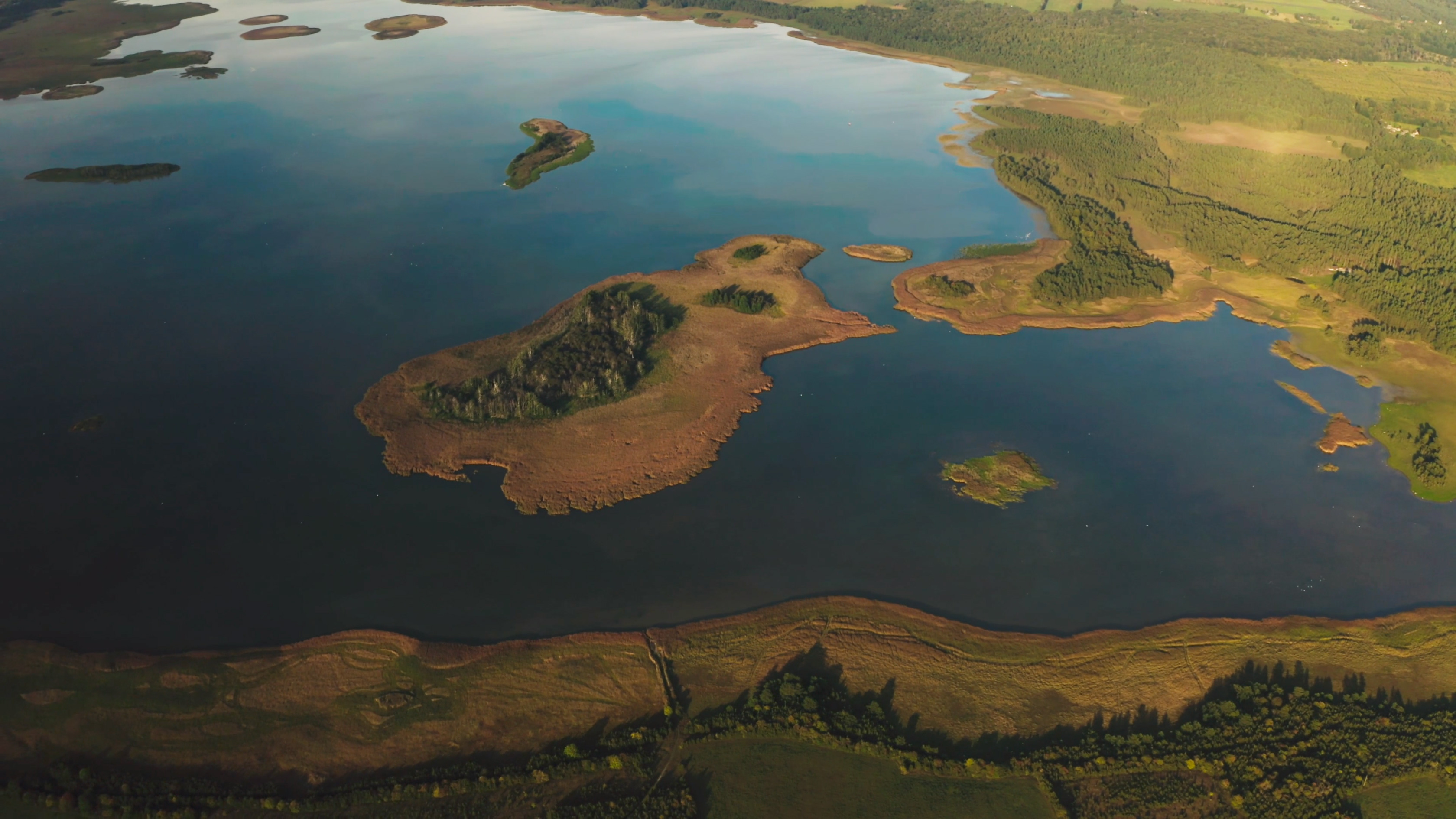
Bahía de Käina

- Reserva natural de Agusalu, 59°04'30"N 27°33'03"E, 110 km². Cerca de Agusalu, aldea del municipio de Alutaguse en el condado de Ida-Viru.
- Alam-Pedja, 58°28'46"N 26°11'48"E, 342 km².
- Turbera de Emajoe Suursoo e isla de Piirissaar, 58°22'59"N 27°18'E, 326 km²
- Reserva natural de Endla, 58°52'20"N 26°08'31"E, 101 km².
- Complejo de humedales de Haapsalu-Noarootsi, 59°08'03"N 23°27'29"E, 274 km².
- Islotes de Hiiumaa y bahía de Käina, 58°48′N 22°58′E, 177 km². Suma el Área de conservación paisajística de los islotes de Hiiumaa y la bahía de Käina. Condado de Hiiu, en la isla de Hiiumaa.
- Reserva Natural Laidevahe, 58°18'54"N 22°51'53"E, 24 km².
- Reserva natural de Leidissoo, 59°06'25"N 23°44'07"E, 82 km².
- Área de conservación paisajística de Lihula, 58°39'34"N 23°56'33"E, 66 km².
- Reserva natural de Luitemaa, 58°09'49"N 24°31'48"E, 112 km².
- Parque nacional de Matsalu, 58°45'27"N 23°34'58"E, 486 km².
- Reserva Natural de Muraka, 59°08'36"N 27°07'30"E, 140 km².
- Reserva Natural de Nigula, : 58°00'43"N 24°40'26"E, 64 km².
- Complejo de humedales de Puhtu-Laelatu-Nehatu, 58°34′N 23°33′E, 46,4 km².
- Reserva Natural Sookuninga,  58°00'14"N 24°49'31"E, 58,7 km².
- Soomaa, 58°26'26"N 25°06'28"E, 396,4 km².
- Vilsandi, 58°22'43"N 21°52'38"E, 238 km².